# Troy Ruttman
Troy Ruttman (ur. 11 marca 1930 w Mooreland (Oklahoma), zm. 19 maja 1997 w Lake Havasu City) – amerykański kierowca wyścigowy, starszy brat kierowcy NASCAR, Joego.
W 1952 Ruttman wygrał zawody Indianapolis 500, dzięki czemu jest najmłodszym zwycięzcą tego wyścigu, a do 2003 roku był także najmłodszym zwycięzcą eliminacji Formuły 1.

## Życiorys
Ruttman urodził się 11 marca 1930 roku w Mooreland w stanie Oklahoma. W wieku 15 lat wystartował samochodem rodziców w wyścigu roadsterów w San Bernardino, i go wygrał. W tamtym sezonie wygrał 19 z 21 wyścigów. W 1947 roku został mistrzem serii organizowanej przez California Roadster Association. Wygrał także pięć pierwszych „wyścigów mikrusów” (midget car racing). W 1948 obronił tytuł serii California Roadster Association, ponadto został mistrzem serii United Racing Association.
W 1949 roku wziął udział w seriach Sprint oraz Championship, organizowanych przez AAA. W ciągu następnych 3,5 sezonu trzykrotnie był mistrzem w zawodach samochodów typu sprint car. Wygrał także 16 spośród 51 „wyścigów mikrusów”, w których wziął udział. W tym samym roku zadebiutował w zawodach Indianapolis 500, gdzie zdobył 12 miejsce.
W 1952 roku wygrał zawody Indianapolis 500, stając się najmłodszym zwycięzcą tego wyścigu w historii.
W sierpniu tego samego roku odniósł kontuzję na skutek wypadku, który miał podczas wyścigu samochodów sprint car. Kontuzja ta wyeliminowała go z wyścigów na półtora roku.
W latach 1949-1952, 1954, 1956–1957 oraz 1960-1964 brał udział w seriach organizowanych przez AAA oraz USAC, wliczając w to zawody Indianapolis 500. Ponadto w 1956 roku zdobył tytuł serii USAC Short Track Stock Car. W latach 1962–1964 wziął także udział w siedmiu wyścigach NASCAR Grand National (najlepszy rezultat – trzecie miejsce w 1963 roku podczas wyścigu na Riverside International Raceway, za Danem Gurneyem i A.J. Foytem).
Zmarł 19 maja 1997 roku w Lake Havasu City na raka płuc. Zostawił dwie córki (Toddy Marie i Roxanne); syn, Troy jr, zginął w 1969 roku w wyścigu samochodowym.

## Nagrody
- 1993 – wpis do National Sprint Car Hall of Fame
- 2002 – wpis do West Coast Stock Car Hall of Fame[4]
- 2003 – wpis do National Midget Auto Racing Hall of Fame[1]
- 2005 – wpis do Motorsports Hall of Fame of America

## Starty w Indianapolis 500
| Rok  | Nr | Kwalifikacje | Wynik | Okr. | Lider | Uwagi                             |
| ---- | -- | ------------ | ----- | ---- | ----- | --------------------------------- |
| 1949 | 64 | 18           | 12    | 151  | 0     |                                   |
| 1950 | 55 | 24           | 15    | 130  | 0     |                                   |
| 1951 | 98 | 6            | 23    | 78   | 0     | silnik                            |
| 1952 | 98 | 7            | 1     | 200  | 44    |                                   |
| 1954 | 34 | 11           | 4     | 200  | 0     | współdzielony z Duane’em Carterem |
| 1956 | 53 | 11           | 31    | 22   | 0     | wypadek                           |
| 1957 | 52 | 3            | 31    | 13   | 4     | przegrzanie                       |
| 1960 | 28 | 6            | 20    | 134  | 11    | zawieszenie                       |
| 1961 | 52 | 22           | 20    | 105  | 10    | sprzęgło                          |
| 1962 | 26 | 30           | 18    | 140  | 0     | tłok                              |
| 1963 | 17 | 33           | 12    | 200  | 0     |                                   |
| 1964 | 14 | 18           | 18    | 99   | 0     | wypadek                           |

## Wyniki w Formule 1
| Legenda oznaczeń w tabelach wyników Wyświetl szablon na nowej stronie | Legenda oznaczeń w tabelach wyników Wyświetl szablon na nowej stronie                                                                     |
| Oznaczenie                                                            | Wyjaśnienie |
| --------------------------------------------------------------------- | --- |
| Złoty                                                                 | Zwycięzca lub mistrzostwo |
| Srebrny                                                               | 2. miejsce lub wicemistrzostwo |
| Brązowy                                                               | 3. miejsce lub II wicemistrzostwo |
| Zielony                                                               | Ukończył, punktował (w klasyfikacji generalnej, gdy zdobył co najmniej jeden punkt na przestrzeni sezonu, poza trzema powyższymi opcjami) |
| Niebieski                                                             | Ukończył, nie punktował (w klasyfikacji generalnej, gdy nie zdobył co najmniej jednego punktu na przestrzeni sezonu)                      |
| Czerwony                                                              | Nie zakwalifikował się (NZ) |
| Czerwony                                                              | Nie prekwalifikował się (NPK) |
| Różowy                                                                | Nie ukończył (NU) |
| Różowy                                                                | Niesklasyfikowany (NS) (w klasyfikacji generalnej, gdy nie został sklasyfikowany w żadnym wyścigu sezonu)                                 |
| Czarny                                                                | Zdyskwalifikowany (DK) |
| Czarny                                                                | Wykluczony (WYK/EX) |
| Biały                                                                 | Nie wystartował (NW) |
| Biały                                                                 | Kontuzjowany (K/INJ) |
| Biały                                                                 | Wyścig odwołany (OD/C) |
| Bez koloru                                                            | Został wycofany (WYC/WD) |
| Bez koloru                                                            | Nie przybył (NP/DNA) |
| Bez koloru                                                            | Nie brał udziału w treningach (NT/DNP) |
| Bez koloru                                                            | Nie został zgłoszony (–) |
| Pogrubienie                                                           | Start z pole position |
| Kursywa                                                               | Najszybsze okrążenie wyścigu |
| †                                                                     | Nie ukończył, ale jego rezultat został zaliczony ze względu na przejechanie więcej niż 90% dystansu wyścigu.                              |
| *                                                                     | Sezon w trakcie |
| 1/2/3                                                                 | Punktowana pozycja w sprincie kwalifikacyjnym                                                                                             |
| Lista systemów punktacji Formuły 1                                    | |

| Rok  | Zespół              | Samochód          | Silnik         | 1   | 2      | 3      | 4   | 5   | 6      | 7   | 8      | 9   | 10  | 11  | Msc. | Pkt. |
| ---- | ------------------- | ----------------- | -------------- | --- | ------ | ------ | --- | --- | ------ | --- | ------ | --- | --- | --- | ---- | ---- |
| 1950 | Bowes Racing Inc.   | Lesovsky          | Offenhauser R4 | GBR | MCO    | 500 15 | CHE | BEL | FRA    | ITA |        |     |     |     | –    | 0    |
| 1951 | JC Agajanian        | Kurtis Kraft 2000 | Offenhauser R4 | CHE | 500 NU | BEL    | FRA | GBR | DEU    | ITA | ESP    |     |     |     | –    | 0    |
| 1952 | JC Agajanian        | Kuzma             | Offenhauser R4 | CHE | 500 1  | BEL    | FRA | GBR | DEU    | NLD | ITA    |     |     |     | 7    | 8    |
| 1954 | Eugene A Casaroll   | Kurtis Kraft 500A | Offenhauser R4 | ARG | 500 4* | BEL    | FRA | GBR | DEU    | CHE | ITA    | ESP |     |     | 23   | 1,5  |
| 1956 | John Zink           | Kurtis Kraft 500C | Offenhauser R4 | ARG | MCO    | 500 NU | BEL | FRA | GBR    | DEU | ITA    |     |     |     | –    | 0    |
| 1957 | John Zink           | Watson            | Offenhauser R4 | ARG | MCO    | 500 NU | FRA | GBR | DEU    | PES | ITA    |     |     |     | –    | 0    |
| 1958 | Scuderia Centro Sud | Maserati 250F     | Maserati R6    | ARG | MCO    | NLD    | 500 | BEL | FRA 10 | GBR | DEU NW | POR | ITA | MOR | –    | 0    |
| 1960 | John Zink           | Watson            | Offenhauser R4 | ARG | MCO    | 500 NU | NLD | BEL | FRA    | GBR | POR    | ITA | USA |     | –    | 0    |

* Samochód współdzielony z Duane’em Carterem

## Rekordy w Formule 1
| Rekord                           | Wyścig                | Wynik          | Poprzedni rekordzista                                                    | Pobity przez                                                     |
| -------------------------------- | --------------------- | -------------- | ------------------------------------------------------------------------ | ---------------------------------------------------------------- |
| Najmłodszy uczestnik wyścigu     | Indianapolis 500 1950 | 20 lat 80 dni  | José Froilán González (Grand Prix Monako 1950) 27 lat 228 dni            | Ricardo Rodríguez (Grand Prix Włoch 1961) 19 lat 208 dni         |
| Najmłodszy punktujący w wyścigu  | Indianapolis 500 1952 | 22 lata 80 dni | Bobby Ball (Indianapolis 500 1951) 25 lat 276 dni                        | Bruce McLaren (Grand Prix Monako 1959) 21 lat 253 dni            |
| Najmłodszy finiszujący na podium | Indianapolis 500 1952 | 22 lata 80 dni | José Froilán González (Grand Prix Francji 1951) 28 lat 269 dni           | Bruce McLaren (Grand Prix Wielkiej Brytanii 1959) 21 lat 322 dni |
| Najmłodszy zwycięzca wyścigu     | Indianapolis 500 1952 | 22 lata 80 dni | José Froilán González (Grand Prix Wielkiej Brytanii 1951) 28 lat 282 dni | Fernando Alonso (Grand Prix Węgier 2003) 22 lata 26 dni          |